# الدراركة
الدراركة هي جماعة قروية في عمالة أكادير إداوتنان بجهة سوس ماسة، ويحدها جنوباً أيت ملول والتمسية، وغرباً أكادير، وشرقاً أمسكرود وأولاد دحو، وشمالاً أورير وأقصري. وتوجد في الدراركة مساحات شاسعة لغابات الأركان. تبلغ مساحتها 216 كلم، وهي تضم 70793 نسمة، حسب الإحصاء العام للسكان والسكنى لسنة 2014.

## تاريخ
في 6 فبراير 2020، زار الملك محمد السادس جماعة الدراركة وأعطى انطلاقة مشروع بناء مدينة المهن والكفاءات.

## دواوير الجماعة
| تمتد جماعة الدراركة على مساحة شاسعة تحيط بأكادير وتضم عدة دواوير، وهي: | تمتد جماعة الدراركة على مساحة شاسعة تحيط بأكادير وتضم عدة دواوير، وهي: |
| --- | --- |
| - دوار الدرارڭة (مركز الجماعة) - تجزئة مسڭينة - تجزئة مولاي سعيد - دوار تلات إيزم - دوار الڭويرة - دوار إكييو - دوار إكيدار - دوار تالفضين - دوار تڭاديرت - دوار أيت الفاسي - دوار تڭمي نبوكر - دوار أيت موسى - دوار تادوارت - دوار تماعيت إزدار - دوار الزعزاع - دوار أيت باها - دوار أكنيبيش | الدواوير الموجودة في المنطقة الجبلية: - دوار أيت عبو - دوار أنونفك - دوار أيت أحمد - دوار ميلك - دوار إكي أومادل - دوار أمالو - دوار تباطكوكت - دوار أفا - دوار تيمسال - دوار أكلاكال - دوار أزراراك - دوار ابن عيادن - دوار أيت علا - دوار تملاست - دوار تيغانمين - دوار لمعصر - دوار والحوري |

## الأمن
لا تتوفر الدراركة على مركز للشرطة، وهي تبقى تابعة أمنياً للدرك الملكي. وبسبب تزايد عدد السكان في السنوات الأخيرة وقلة الموارد البشرية لعناصر الدرك الملكي، وأيضاً بسبب النهج الذي إتبعته سلطات جماعة أكادير في القضاء على أحياء الصفيح أدى إلى هجرة غالبية ساكني هذه الأحياء نحو جماعة الدراركة مما شكل عبئا ثقيلا على المنطقة ومسؤوليها خصوصا من الناحية الأمنية. وأصبحت جماعة الدراركة تعرف انفلاتاً أمنياً وارتفاعاً في معدل الجرائم، مما يجعل السكان المحليين يحتجون ويطلبون بتوفير الأمن، وبضرورة إحداث مركز للشرطة وإسناد مهمة الأمن إلى الشرطة عوض الدرك الملكي.

## النقل والطرق

### الطرق
الطريق الرئيسية التي تخترق معظم دواوير جماعة الدراركة من مركز الجماعة إلى تاماعيت إزدار، مُروراً بتكاديرت وتيكمي نبوبكر، هي طريق معبدة، لكنها في حالة سيئة بسبب عدم الصيانة. ويتجنب معظم السائقين المرور بها، ويفضلون المرور عبر الطريق القادمة من الطريق السيار والمؤدية إلى أكادير.

### النقل
ترتبط الدراركة بأكادير عبر حافلات للنقل الحضري تابعة لشركة ألزا، حيث تعمل الشركة على تشغييل 3 خطوط من وإلى الدراركة وهي: 5 - 9 - 38.
- الخط رقم 5: من مركز جماعة الدراركة إلى ولاية أكادير، مُروراً بحي أدرار، جامعة ابن زهر، حي رياض السلام، وسوق الأحد.

- الخط رقم 9: من مركز جماعة الدراركة إلى المحطة الطرقية إنزكان، مُروراً بكل من تيكيوين والجهادية.

- الخط رقم 38: من تماعيت إلى المحطة الطرقية إنزكان، مُروراً بدواوير تادوارت، تيكمي نبوبكر، تكاديرت، مركز جماعة الدراركة، تيكيوين، والجهادية.

## التعليم

### التعليم الإبتدائي
- مدرسة الحنصالي
- مدرسة اليمامة
- مدرسة الإمام الشافعي
- مجموعة مدارس الفردوس
- مدرسة إكيدار
- مدرسة واد سوس
- مدرسة الياسمين تكاديرت
- مدرسة دار بوبكر
- مدرسة تدوارت
- مدرسة الموحدين تماعيت إزدار
- مجموعة مدارس الهداية (المركزية: تماعيت إزدار / الوحدات: أيت باها - أكنيبيش)
- مجموعة مدارس السعديين (المركزية: أمالو / الوحدات: تبكطوكت - بيزكارن)
- مجموعة مدارس العباسيين (المركزية: أزراراك / الوحدات: ابن عيادن - تيغانمين - تاملاست - والحوري - المعصر)
- مجموعة مدارس تكاديرت ندوبلا (المركزية: تكاديرت ندوبلا / الوحدات: أيت أحمد)

### التعليم الإعدادي
- إعدادية المواهب (مركز الجماعة)
- إعدادية الڭويرة (مركز الجماعة)
- إعدادية تكاديرت نعبادو (دوار تكاديرت)
- إعدادية سيدي يحيى (تكاديرت)
- إعدادية علي بن أبي طالب (دوار تماعيت إزدار)

### التعليم الثانوي
- ثانوية سيدي الحاج سعيد (مركز الجماعة)
- ثانوية الرازي (تكاديرت)

### التعليم الخصوصي
- مؤسسة ابن النفيس
- مؤسسة أيت الفاسي

### التكوين المهني
- المعهد المتخصص في الصناعات الغذائية (قيد الإنشاء في المنطقة الصناعية هاليوبوليس)
- مدينة المهن والكفاءات سوس ماسة

### المشاريع المستقبلية
- بناء ثانوية الكتبية الدراركة
- بناء مدرسة في دوار أيت موسى لتخفيف الضغط الموجود حاليا بمدرسة تادوارت
- بناء مركز للتكوين في ميدان حرف البناء بتمويل من مؤسسة محمد الخامس للتضامن
- المدرسة الابتدائية إبن عباد تلفيضين تكاديرت
- المدرسة الابتدائية الفضيلة الزعزاع تماعيت
- الثانوية التأهيلية درعة تكمي نبوكر

## الاقتصاد
توفر المنطقة الصناعية هاليوبوليس التي في جماعة الدراركة، خدمات متعددة وهي تمتد على مساحة إجمالية تناهز 150هكتار، وتم تخصيص 75 هكتار من المساحة الإجمالية للقطب الفلاحي لسوس ماسة، وذلك لتقوية العرض من أجل استقطاب مشاريع الصناعات الغذائية.

## السياحة
تتركز المناطق السياحية أساساً في المنطقة الجبلية التابعة لنفوذ جماعة الدراركة، فنظرا لمناظرها الطبيعية الخلابة التي تجذب السياح، عرفت هذه المنطقة إنشاء مجموعة من الفنادق والمطاعم، خصوصاً في دواوير أزراراك وأمالو وتيمسال وأنونفك. كما تحتضن جماعة الدراركة حديقة للتماسيح.

## الثقافة

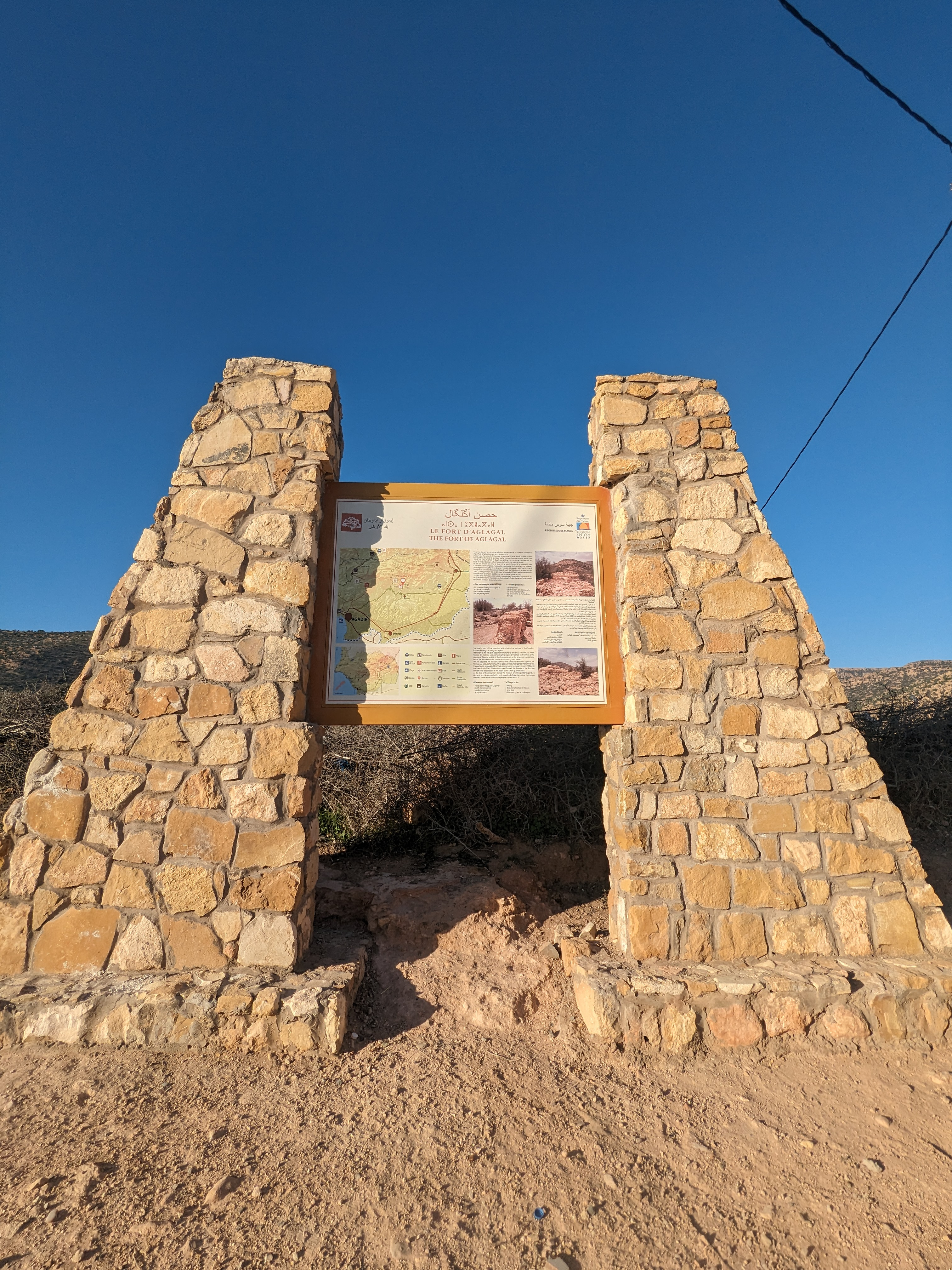
موقع حصن أكلاكال

- موقع حصن أكلاكالحصن أكلكال: يعود بناؤه إلى عهد المرابطين حين كان يوسف ابن تاشفين يتطلع إلى تأمين حماية الطرق التجارية خوفا من بطش المصامدة وهجوماتهم، قبل أن يلجأ إليه المجاهدون الذين التفوا حول الشرفاء السعديين لتصفية الوجود البرتغالي بأكادير وبغيرها من الثغور والشواطئ المغربية المحتلة. انطلاقا من أكلكال قام السعديون بمقاومة الاحتلال البرتغالي منذ سنة 1536 حيث شرعوا في حصار المحتلين بتحصين القصبة التي أحاطوها بسور وأبراج وزودوها بأربعين أو خمسين مدفعا موجهة صوب القلعة البرتغالية بمنطقة فونتي أو نحو البحر لحماية المدينة، قبل تحريرها نهائيا في سنة 1541. وما يعطي لهذه الرواية رغم غموضها كل الأهمية هو كون كل القوافل التي كانت تأتي من الصحراء محملة بالذهب والمعادن الثمينة كانت تمر عبر منطقة مسكينة لأنها كانت المعبر الوحيد عبر جبال الأطلس إلى جانب سجلماسة من ناحية الشرق.
- تيمزكيدا أوكرض: تأسس في العهد المرابطي لأن محرابه القديم مازال منحرفا نحو الجنوب أسوة بمعظم المساجد التي شيدها المرابطون بمنطقة الجنوب، لأنهم اعتمدوا في ذلك ظاهر الحديث النبوي “بين المشرق والمغرب قبلة” عندما سئل الرسول عليه الصلاة والسلام عن القبلة في المدينة المنورة، فاعتمد المرابطون هذا الحديث في تحديد القبلة في المغرب، أسوة بمسجد الرسول بالمدينة. تيمزكيدا أوكرض مازال إلى اليوم يضم قبورا للسعديين وضريحين غريبين يضمان رفات موتى دفنوا بشكل يخالف اتجاه القبلة.

## الصحة
قائمة المؤسسات الصحية:
- المركز الصحي
- دار الولادة
- مشروع لبناء مستوصف بتكاديرت في إطار مشروع حدائق الدراركة

## الرياضة
تتوفر مدينة الدراركة على فريق محلي لكرة القدم بإسم أمل الدراركة الرياضي الدي يمارس حاليا بالقسم الرابع هواة شطر الجنوب وبسبب الازمة المالية جمدت انشطة النادي إلى اشعار اخر وحاليا يعتبر فريق مسكينة الدراركة أنجح فريق بالجماعة حيث تمكن من الوصول إلى القسم الثالت هواة شطر الجنوب بعد الفوز على نادي كفاح تيكوين بمبارة الفصل 4-3.

## معرض الصور

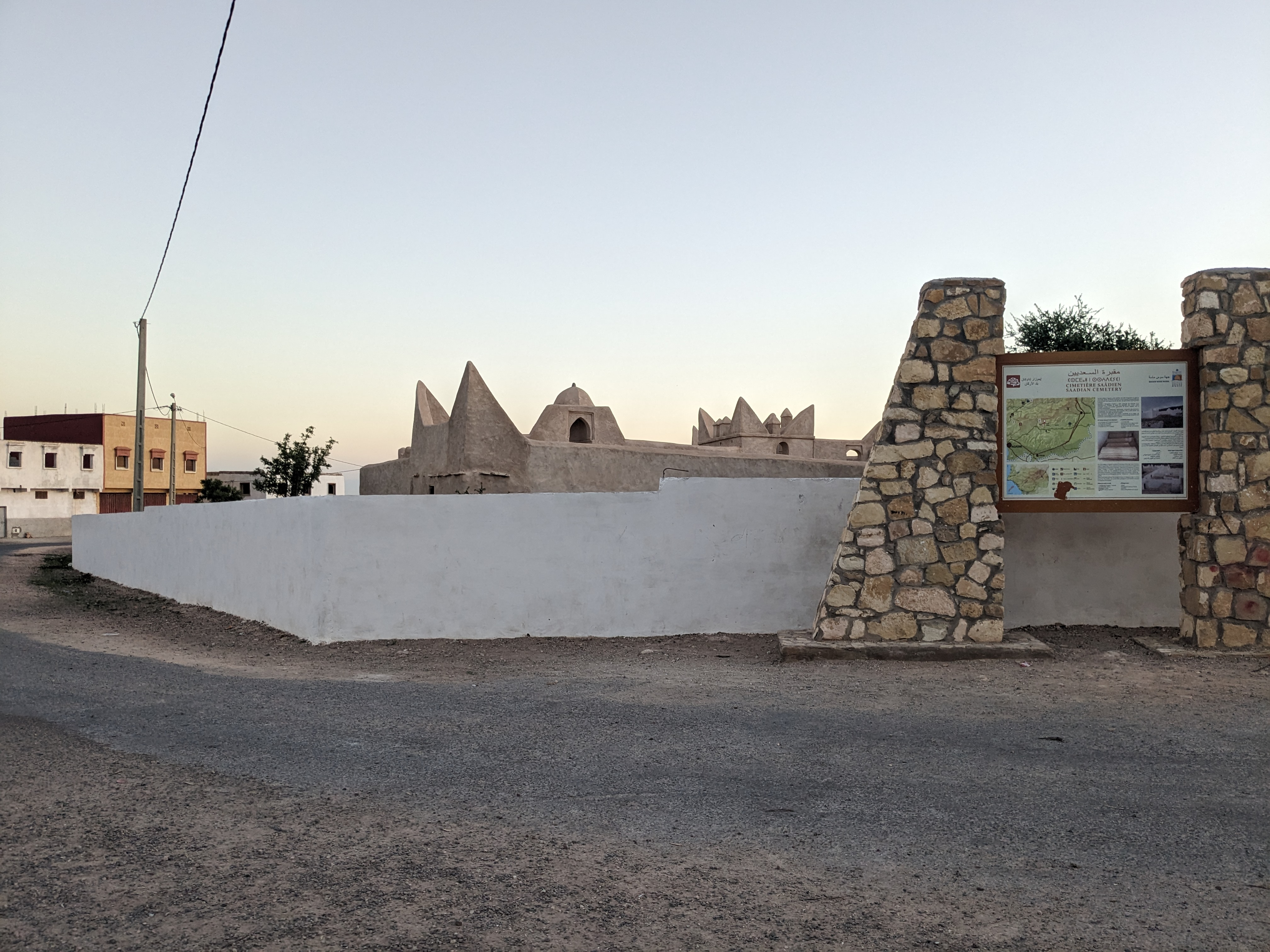
مقبرة المسجد المعروفة بمقبرة السعديين أو تسعداي بتشلحيت.
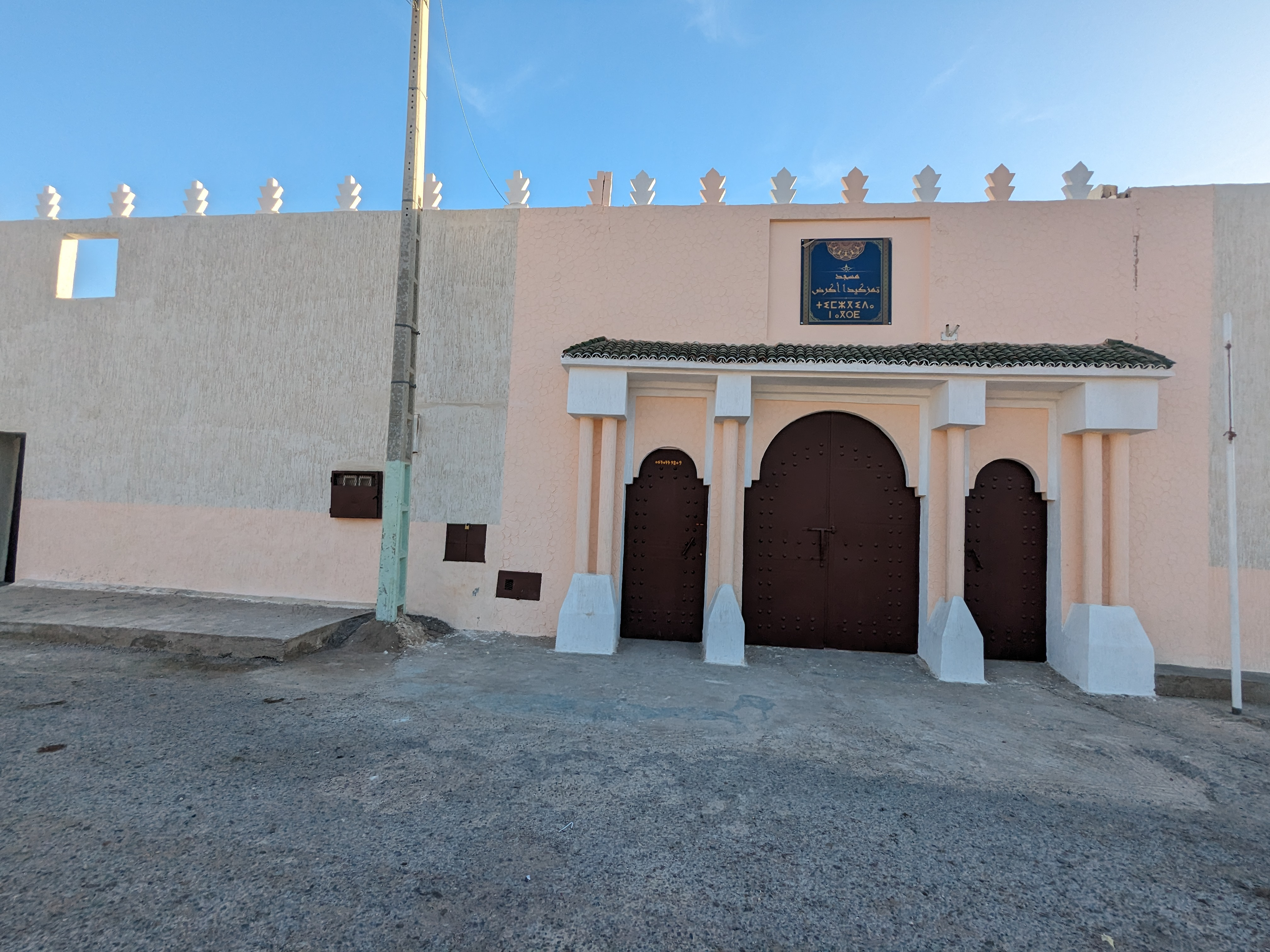
باب مسجد أكرد
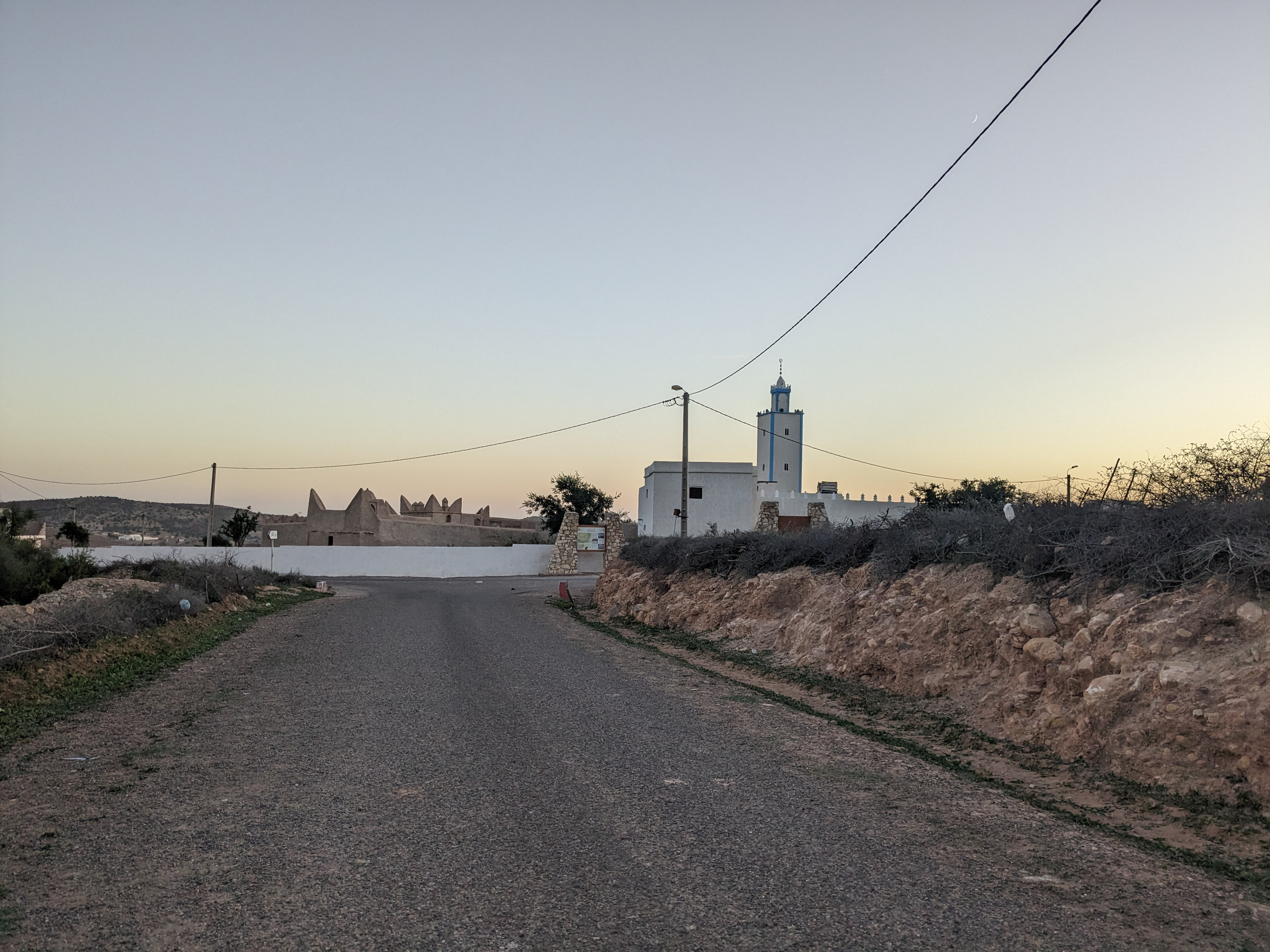
مسجد أكرد من جهة دوار أكلاكال